# Болсена
Болсена (на италиански: Bolsena) е град и община в провинцията Витербо, регион Лацио, Централна Италия.
Намира се на северния бряг на езерото Болсена.
Градът има 3941 жители (31 декември 2017 г.).
Жителите на древния град Волсинии са принудени през 264 пр.н.е. от Марк Фулвий Флак да се заселят на езерото Lacus Volsiniensis (днес Лаго ди Болсена) във Volsinii novi, днешна Болсена.

## Галерия
- Болсена, западната врата
- Замъкът на Болсена
- Църквата Santa Cristina
- Празник на чудото в Santa Cristina
- Историческият олтар в църквата Santa Cristina